# 杜拜JW萬豪侯爵酒店
杜拜JW萬豪侯爵酒店（JW Marriott Marquis Dubai Hotel）是位於迪拜国际金融中心的兩座摩天大樓，高355公尺，由萬豪國際所營運。2013年完工時，杜拜JW萬豪侯爵酒店是世界最高的酒店，直到2017年被吉沃拉酒店超越。

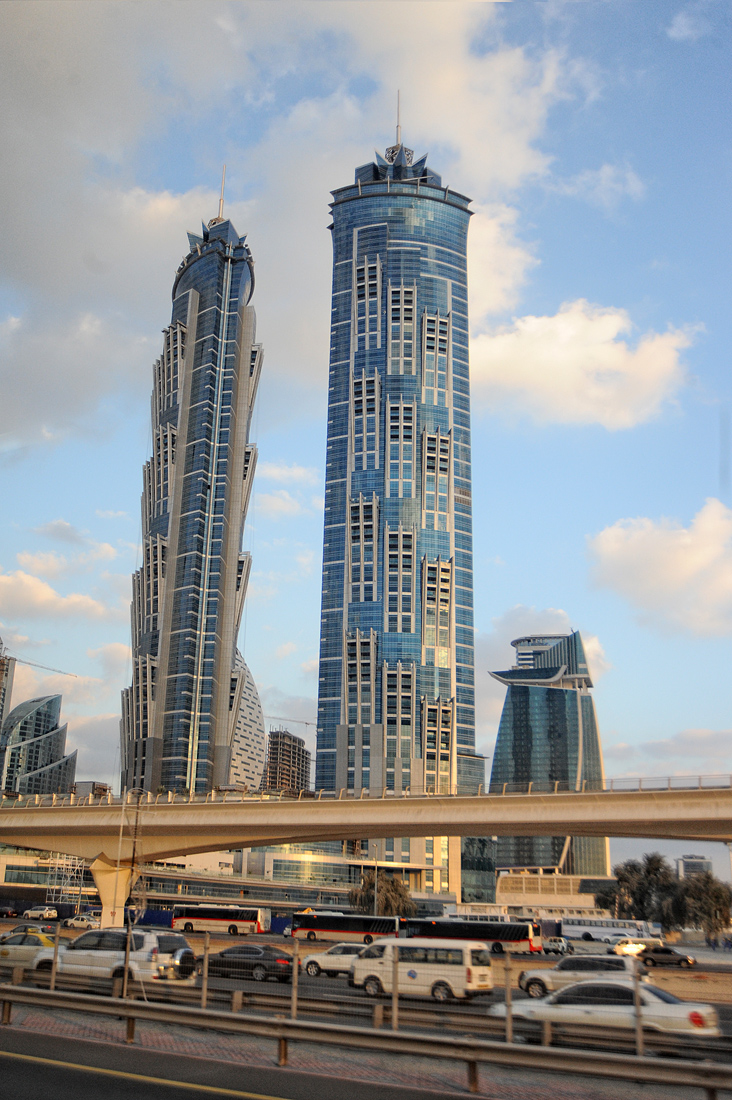
杜拜JW萬豪侯爵酒店